# Suicidal Tendencies

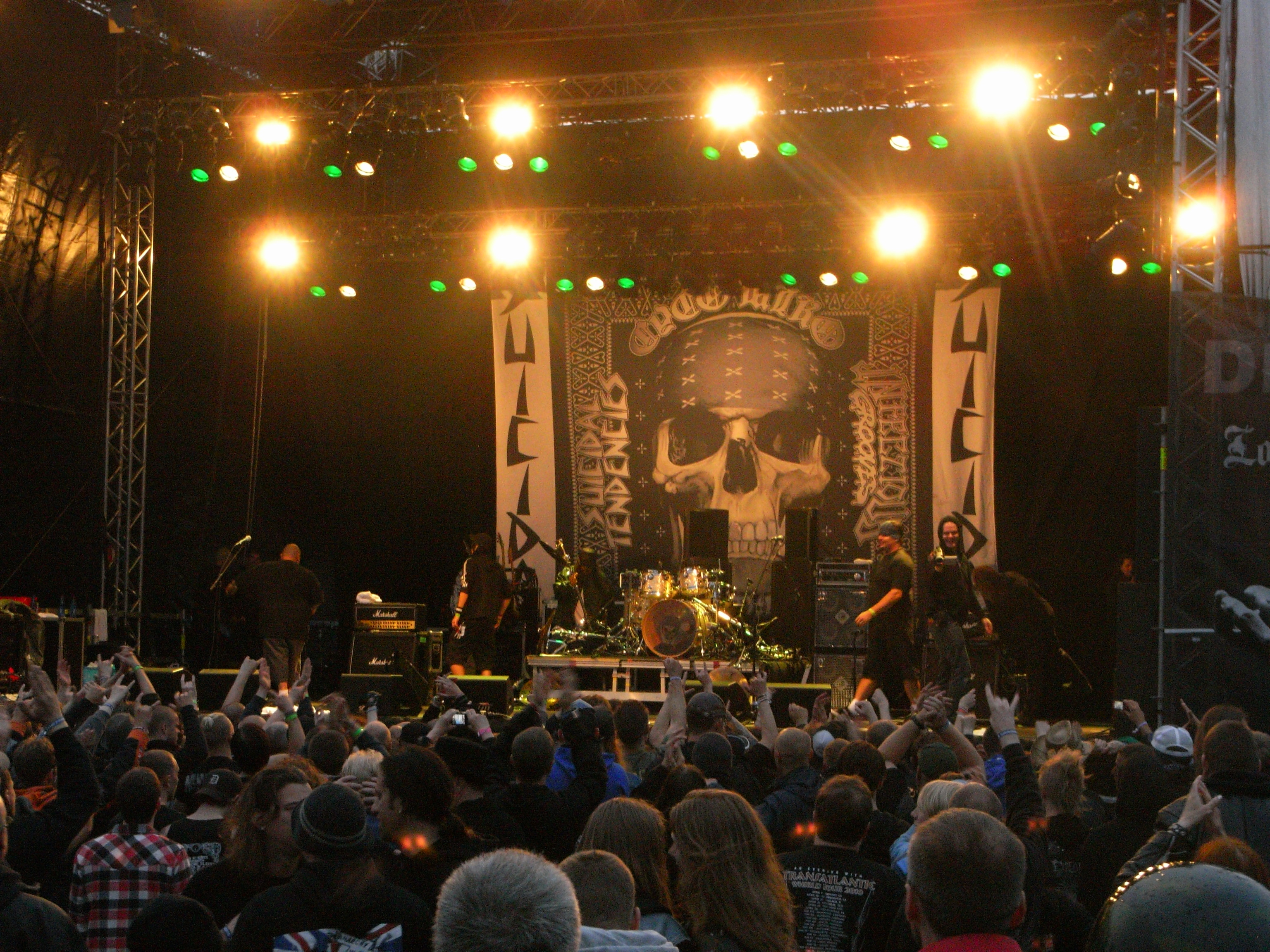
Suicidal Tendencies 2010

A Suicidal Tendencies (tükörfordítással magyarul öngyilkos hajlamok) amerikai crossover thrash/thrash metal/hardcore punk/funk-metal/skate punk együttes, melyet – a D.R.I. és az S.O.D. mellett – gyakran neveznek a crossover thrash műfaj egyik alapítójának. A csapat nevét a rajongók gyakran rövidítik S.T.-re, vagy egyszerűen Suicidalre. Egyes források szerint 1980-ban, más források szerint 1982-ben alakultak meg a kaliforniai Venice-ben, s egy-egy év kihagyással jelenleg is működnek.
2018-ban új EP-t jelentettek meg Get Your Fight On! címmel. Az EP-t végül a csapat következő albuma, a Still Cyco Punk After All These Years követte, amely 2018 szeptemberében jelent meg.
2014-ben szomorú apropója is akadt a Suicidal svájci koncertjének: egy rajongó felmászott a színpadra, majd a tömegbe vetette magát, de szerencsétlenségére fejre esett, kórházba került, majd a kórházban elhunyt.

## Magyarországi koncertjeik
A nyolcvanas évek óta tartó pályafutásuk ellenére Magyarországon legelőször 2010-ben léptek fel, a West Balkán klubban, előzenekaruk a francia The Inspector Cluzo volt. Eredetileg 2005-ben tartották volna legelső magyarországi fellépésüket Mezőtúron, a Wanted Festival keretein belül, de végül Cyco Miko (Mike Muir) súlyos betegsége miatt a zenekar az összes akkori koncertjét lemondta. Másodszor 2011-ben jártak az országban, a Sziget Fesztiválon. 2012-ben és 2013-ban a Zöld Pardon klubban játszottak, 2015-ben pedig a magyar Action és Bandanas zenekarokkal együtt a Budapest Parkban léptek fel.

## Tagok
Jelenlegi tagok:
- Mike Muir – ének (1980-tól napjainkig)
- Dean Pleasants – gitár (1996-tól napjainkig)
- Jeff Pogan – gitár (2016-tól napjainkig)
- Ra Díaz – basszusgitár (2016-tól napjainkig)
- Dave Lombardo – dobok (2016-tól napjainkig)

Volt tagok: Mike Ball, Rick Battson, Ron Bruner, Stephen Bruner, Mike Clark, Ric Clayton, Jimmy DeGrasso, Mike Dunnigan, Sean Dunnigan, Carlos Egert, Grant Estes, Andrew Evans, Josh Freese, Rocky George, Bob Heathcote, R.J. Herrera, Dave Hidalgo, Louiche Mayorga, Eric Moore, Jon Nelson, Josh Paul, Thomas Pridgen, Greg Saenz, Nico Santora, Amery Smith, Jason Speir, Robert Trujillo (a Metallica basszusgitárosa), Brooks Wackerman és Tim Williams.

## Diszkográfia
- Suicidal Tendencies (1983)
- Join the Army (1987)
- How Will I Laugh Tomorrow When I Can't Even Smile Today (1988)
- Controlled by Hatred/Feel Like Shit…Déjà Vu (1989)
- Lights…Camera…Revolution! (1990)
- The Art of Rebellion (1992)
- Still Cyco After All These Years (1993)
- Suicidal for Life (1994)
- Freedumb (1999)
- Free Your Soul and Save My Mind (2000)
- No Mercy Fool!/The Suicidal Family (2010)
- 13 (2013)
- World Gone Mad (2016)
- Still Cyco Punk After All These Years (2018)

## Egyéb kiadványok
- F.N.G. (1992)
- Prime Cuts (1997)
- Playlist: The Very Best of Suicidal Tendencies (2010)
- Collection (2013)

EP-k
- Six the Hard Way (1998)
- Get Your Fight On! (2018)

Videóalbumok
- Lights…Camera…Suicidal (1990)
- Live at the Olympic Auditorium (2010)